# Zygina ochroleuca
Zygina ochroleuca är en insektsart som beskrevs av Géza Horváth 1897. Zygina ochroleuca ingår i släktet Zygina och familjen dvärgstritar. Inga underarter finns listade i Catalogue of Life.